# Mélanges de Philosophie et de Mathématique de la Société Royale de Turin
Mélanges de Philosophie et de Mathématique de la Société Royale de Turin (abreviado Mélanges Philos. Math. Soc. Roy. Turin) fue una revista ilustrada con descripciones botánicas que  publicó en Turín los volúmenes 2-5 en los años 1760-1773. Fue precedida por Miscellanea Philosophico-Mathematica Societatis Privatae Taurinensis y sustituida por Mémoires de l'Academie Royale des Sciences.